# 国立再生可能エネルギー研究所
国立再生可能エネルギー研究所 (The National Renewable Energy Laboratory；NREL)は米エネルギー省に属する再生可能エネルギーとエネルギー効率に関する研究開発を行う基礎研究所である。所在地はコロラド州ゴールデン（デンバー郊外）。
1974年に設立され、1977年に太陽エネルギー研究所 (Solar Energy Research Institute)として活動を始めた。1991年9月に米エネルギー省(DOE)の国立研究所となり名前を国立再生可能エネルギー研究所(以下NREL)に変更した。
NRELは主に、米エネルギー省のエネルギー効率及び再生可能エネルギー局(Office of Energy Efficiency and Renewable Energy)の財政援助を受けている基礎研究所である。他にはエネルギー省の科学局(Office of Science)や、送電配電局(Office of Electricity Transmission and Distribution)からも支援を受けている。
NRELの進める計画のひとつが原住民エネルギー自給計画(Tribal Energy Program)である。目標は少数部族たちのエネルギー自給と雇用創出、再生可能エネルギー開発を通した部族地域の経済開発である。計画では経済的、技術的支援を原住民に行い採算性の検討および再生可能エネルギー設備の設置費用を補助する。
2006年2月初旬、NRELの予算は28百万ドルまで削減された。結果32人がレイオフされ、NRELは外部の契約や委託研究を中止した。
2006年2月20日、エネルギー省は5百万ドルの予算をNRELに追加すると発表した。この公告は2006年2月21日のジョージ・W・ブッシュ大統領の訪問に合わせて行われた。ブッシュ大統領は最初に示した予算原案の削減は"mixed signals"の結果だったとしている。
NRELは正式予算を使ってレイオフした人材の再雇用を試みている。しかし、取り消された諸契約が復元される予定はない。